# Euryoryzomys macconnelli
Euryoryzomys macconnelli és una espècie de mamífer rosegador de la família dels cricètids. Viu al Brasil, Colòmbia, l'Equador, la Guaiana Francesa, Guyana, el Perú, el Surinam i Veneçuela. El seu hàbitat natural són els boscos primaris. La tala d'arbres podria ser una amenaça per a la supervivència d'aquesta espècie, igual que l'activitat dels garimpeiros a la Guaiana Francesa i el Surinam.
L'espècie fou anomenada en honor de l'explorador britànic Frederick Vavasour McConnell.